# Det stulna svärdet
Det stulna svärdet är den trettonde fantasyromanen i bokserien Sanningens svärd, skriven av Terry Goodkind. Denna bok utgör den sista tredjedelen från det engelskspråkiga originalverket Soul of the Fire.